# トミーヒルフィガー
トミーヒルフィガー（英語: Tommy Hilfiger B.V.）は、同名の高級衣料品ブランドを展開するアメリカ合衆国の企業である。

## 概要
「トミーヒルフィガー」ブランドは1990年代から大きな人気を博し、2020年代の今日ではアメリカ合衆国を代表するファッションブランドのひとつに数えられている。
ブランドとしては1985年にファッションデザイナーのトミー・ヒルフィガーによって設立され、その商品は世界100か国のデパートや2,000を超える小売店で取り扱われている。「クラシックアメリカンクール」をブランドミッション（デザインの方針）として掲げており、プレッピー路線（名門私立高校スタイル）のデザインを特徴とする。
2006年に投資会社のエイパックス・パートナーズによって買収され、2010年には現在の親会社であるフィリップス・バン・ヒューゼン（PVH社）の傘下企業となった。創業者であるヒルフィガーは会社が買収された後もブランドに留まり、ブランドの顔を務めるとともに、プリンシパルデザイナー（Principal Designer）としてデザインチームを率いている。
2019年時点で、トミーヒルフィガーの年間売上はおよそ47億ドルとされる。PVH社はトミーヒルフィガーの他、カルバン・クラインなどのブランドも保有するが、トミーヒルフィガーは同社のブランドの中でも最も大きな売上をあげている。

## 略史

### 前史
創業者のトミー・ヒルフィガーは高校在学中の1969年から衣料販売業を始め、ニューヨーク州北部の地元エルマイラでピープルズ・プレイス（People's Place）という名称の衣料品を扱う店を開業し、衣料業界でのキャリアを始めた。その開業資金は150ドルだったとされる。
この店はチェーン展開にも成功し、7店舗にまで拡大したが、1977年に破産申請した。
1979年、ヒルフィガーはファッションデザイナーとしてのキャリアを積むためニューヨーク市に移り、ジョルダッシュのジーンズなどいくつかのブランドに関わった。

### 創業（1985年 - 1989年）
1980年代初め、ヒルフィガーはインドの繊維王であるモーハン・マジャーニと面識を得る。マジャーニは紳士服のラインの立ち上げを望んでいたことから、ヒルフィガーはその援助を受けて、1985年に自身の名を冠したトミーヒルフィガー社（Tommy Hilfiger Corporation）をニューヨーク市で創業し、「トミーヒルフィガー」ブランドの最初の製品群を発表した。これらはボタンダウンシャツ、チノパンなど、プレッピーな衣料品を現代的に解釈し直したものであり、カジュアルさと若々しさを特徴とするこのコンセプトは以降の同社の製品にも共通して用いられることになる。宣伝については、ジョージ・ロイスが手掛けたタイムズスクエアにおける広告掲出をはじめ、当初から大きな注目を集める方向で展開された（→#創業期の広告戦略）。
広告戦略が成功したことに加えて、商品自体も高品質であり、ラルフ・ローレンのデザインより若干派手で、価格帯は若干低いという設定が受け入れられ、ターゲットである20歳から35歳くらいの若い年齢層の定番となっていった。
「トミーヒルフィガー」ブランドは1989年にマジャーニの支援から離れ、新たに衣料品製造業を営む香港の実業家であるサイラス・チョウからの財政的支援を得た。ヒルフィガーはチョウと彼のビジネスパートナーでありラルフ・ローレン社のヨーロッパ進出を手がけたローレンス・ストロールに会社を売却し、両名によってトミーヒルフィガー社（Tommy Hilfiger, Inc.）が新たに設立された。自らの事業を持つチョウはトミーヒルフィガーに専念していたわけではないが、ファッション業界における経験が豊富な両名の関与により、ヒルフィガーはデザインを手がけ、ストロールはマーケティングに関する知識を提供し、チョウは会社組織の構築やアジアにおける調達を手助けするという分担が生まれ、これは創業間もないトミーヒルフィガーを軌道に乗せる上で大きな推進力となった。

### 拡大期（1990年代）

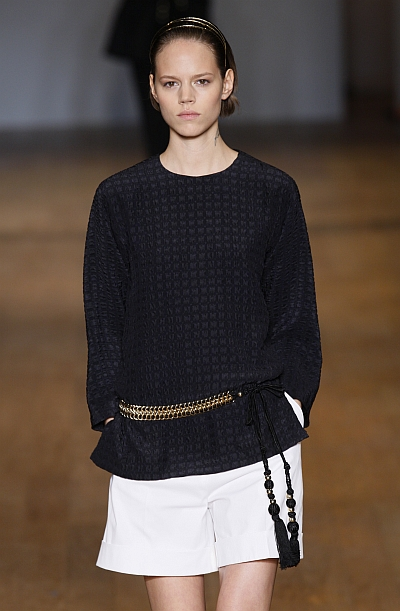
フレジャ・ベハ（トミーヒルフィガー2009年春）

1989年以降、トミーヒルフィガー社の売り上げは毎年倍増し、1992年に同社はニューヨーク証券取引所で株式公開を果たした。これにより翌年には7000万ドルの資金ができたことから、この資金は服の割引や自社運営のアウトレットストアの開設に使われた。
1995年までの間に販売地域を日本、中南米の小売店にも拡大した。1997年末に、直営店の第1号店をビバリーヒルズに開設し、翌1998年にはロンドンにも直営店を開設した。1996年にはフレッド・ゲーリング（Fred Gehring）によって、ヨーロッパ部門が設立され、以降はヨーロッパ市場も開拓していった。
広告展開の面では、1990年代は音楽産業との連携を強め、特にヒップホップカルチャーとの関係を深めたことが奏功して知名度を上げた（→#音楽産業との結びつき）。
女性向けの製品展開は同社にとっては創業時以来の課題となっていたが、1996年には商品開発に成功し、女性向け製品もラインナップに加えた。これに際し、エスティローダーから香水の供給を受けるようになり、これは同社にとっては大きな転換点となった。

### アメリカ市場における低迷とヨーロッパ市場における拡大（2000年代前半）
株式公開を行った1992年の時点で同社の年間売上は1億700万ドルであったが、1990年代後半には製品群を拡大してそれが当たったこともあって、同社の売上は1997年にはおよそ5億ドル、1998年には8億4700万ドル、1999年には16億3000万ドルという急激な上昇を果たした。
しかし、この急成長と過剰露出による知名度の向上は同社にとってはブランドを毀損する諸刃の剣となり、主力の米国市場においてブランドは迷走し、ブランド本来のコンセプトを見失った製品を生産しセールを繰り返すという悪循環が発生した。一方、同時期に同社のヨーロッパ部門は米国本社の方針とは距離を置き、売上が毎年減っていった米国市場を尻目に、ヨーロッパ市場では低品質な製品を販売しないことで売上を確実に伸ばしていった。2000年代半ばには、ヨーロッパ市場は米国市場とほぼ同じ売上を生み出すようになり、同社を支えるようになった。
会社全体で見れば、ヨーロッパ部門の健闘により売上の急落こそ避けられたものの、2000年に20億ドル近い売上を記録したのを頂点にして2000年代前半に停滞期を迎えた。米国市場における売上縮小は同社により大きな資本を持つ他社に買収されることによる立て直しを検討させるようになる。

### エイパックスによる買収と事業の立て直し（2000年代後半）
2006年、トミーヒルフィガー社はヨーロッパ事業を担当していたゲーリングの主導によりエイパックス・パートナーズに16億ドルで買収された。これに伴い、会社は非公開会社に戻り、（名目上の）本社機能はニューヨーク市からオランダのアムステルダムに移転した。エイパックスは米国事業の再構築（ターンアラウンド）を行い、米国の従業員の40%を削減するとともに、米国事業の売上の中でも壊滅的な状況に陥っていた百貨店を通じた販売をメイシーズに一本化し、好条件の独占供給契約を結んだ。米国市場を一時的に縮小するこの再建策は業績好転の基礎となっていった。
エイパックスによる再構築と並行して同社は製品の見直しを図る。好調だったヨーロッパ事業を手本として、本来のプレッピー路線の再強化を行ったことが奏功し、2000年代後半からは売り上げは再び増加に転じた。

### PVH社による買収（2010年代以降）
2010年3月、トミーヒルフィガー社はフィリップス・バン・ヒューゼン（PVH社）によってエイパックス社から30億ドルで買い取られ、PVH社の傘下企業となった。

## 製品
現在のトミーヒルフィガーは衣料品を中心として、スポーツウェア、デニム製品、アクセサリー、フットウェアなど、様々な製品を男女に向けて展開している。そのほか、香水、アイウェア、時計、家具などについても商標をライセンスする形で手掛けている。
製品群（ブランド）としては、下記の4つを展開している。
- トミーヒルフィガー（Tommy Hilfiger）

同社の主力製品にあたるブランド。「Casual American Style」をテーマとしており、他の製品群と同様、同社が「ひねりを加えたプレッピー」と称するクラシックなアメリカのファッションからの影響を受けた意匠を特徴としている。25歳から45歳の購買層を対象として想定している。
- ヒルフィガー・デニム（Hilfiger Denim）

「Fashion Forward」をテーマに掲げる。上記の「トミーヒルフィガー」ブランドよりもさらにカジュアルなブランドとして展開されている。18歳から35歳の比較的若い年齢層の男女を購買層として想定している。
ジーンズ以外に、デニムセパレート、靴、バッグ、アクセサリー、アイウェア、香水などを扱う。
- ヒルフィガー・コレクション（Hilfiger Collection）

「From Runway To Reality」をテーマに掲げる。そのデザインはニューヨークファッションウィーク中に発表されることを常としている。
- トミーヒルフィガー・テイラード（Tommy Hilfiger Tailored）

「Sharp And Sophiscated」をテーマに掲げる。フォーマルスーツからカジュアルウェアまでを扱う。
上記のほか、障碍者のニーズに対応した「トミーヒルフィガー・アダプティブ」というコレクションを展開しており、これはファッションブランドとしては珍しい事例とされている。

## 広告展開
1985年の創業時にトミーヒルフィガーの広告を手がけたジョージ・ロイスとはその後も関係を築き、多くの広告作品を生み出した。
製品群としてはプレッピー路線が主流である一方、その広告展開はポップカルチャーやスポーツの象徴と言えるような存在との結びつきを重視したものとなっている。

### 創業期の広告戦略
1985年秋にタイムズスクエアで行われた最初の広告キャンペーンでは商品である服を広告の中で用いず、ラルフ・ローレン（RL）、ペリー・エリス（PE）、カルバン・クライン（CK）という既に名を知られていた大物デザイナーたちの名前のイニシャルとトミー・ヒルフィガー（TH）のイニシャルを並べるという手法を用いた。ジョージ・ロイスによるこの広告は「ハングマン広告」と呼ばれ、注目を集めるととともに物議をかもし、広告としては非常に効果的なものとなった。
1987年までにトミーヒルフィガーは『ピープル』、『USAトゥデイ』、『ニューズウィーク』、『GQ』、『スポーツ・イラストレイテッド』といった米国における主要な出版物に広告を出稿したが、いずれも服やファッションモデルは用いず、キャッチコピーやロゴ、ヒルフィガー本人の顔の写真などを用いたもので、他のファッション広告とは大きく異なるものだった。
結果として、創業者のトミー・ヒルフィガーは、当初は全くの無名であったにもかかわらず、創業からの2年間で「大物デザイナー」としての認知度を大きく向上させた。一方、この間の広告にかかった費用はわずか140万ドルほどだった。

### 音楽産業との結びつき

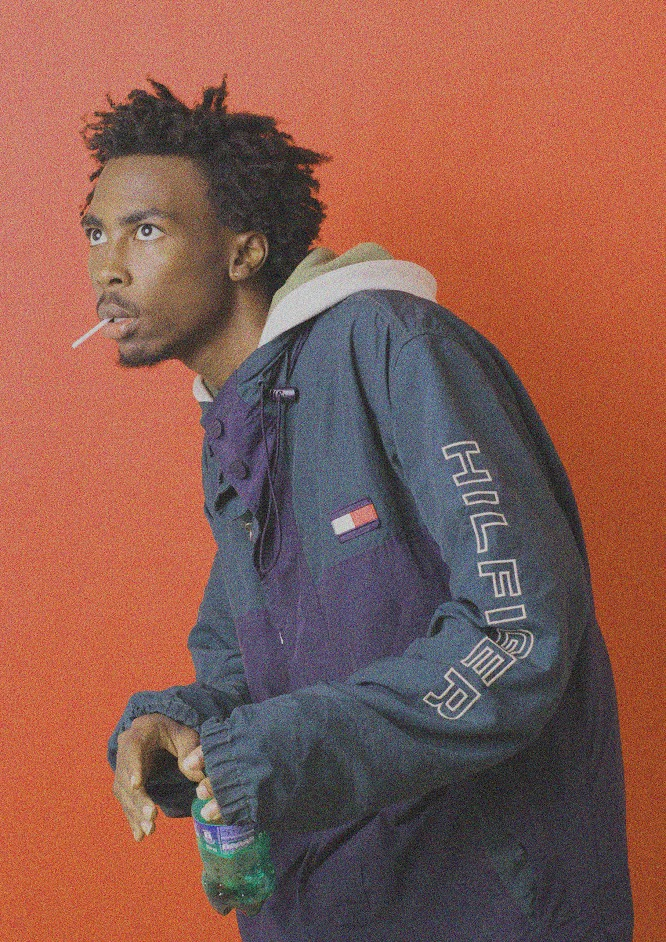
大きなロゴタイプを取り入れたフーディー。

ヒルフィガーはファッションそれ自体以外にアート、音楽、エンターテインメントといった分野からインスピレーションを得ており、トミーヒルフィガーの広告戦略においてもポップカルチャーを効果的に活用した。
1990年代は、ピート・タウンゼントの『サイコデリリクト』（1993年）のツアーを公式スポンサーとして後援するなど、音楽産業との連携を強めた広告展開を行った。
1990年代後半にはブランドの大きなロゴのついた服がヒップホップアーティストの間で人気となり、トミーヒルフィガーブランドは従来のプレッピー路線に加え、ヒップホップ系ファッションとしても人気を博することとなる。
『サタデー・ナイト・ライブ』でヒップホップMCのスヌープ・ドッグがトミーヒルフィガーのフーディーを着て出演した際は、同商品は翌週にはどの店でも完売となった。
トミーヒルフィガーはこうした状況を宣伝に取り込み、ショーン・コムズやクーリオといったラッパーをファッションショーに起用し、ランウェイを歩かせた。製品展開の面でもヒップホップカルチャーにおける反響を反映し、ロゴタイプを大きくあしらった衣料品のコレクションを用意し、音楽業界に関連付けて販売するようになった。
ヒップホップ以外でも、ツアーへの後援も積極的に行い、1997年にはシェリル・クロウの『イフ・イット・メイクス・ユー・ハッピー』ツアー、1998年にレニー・クラヴィッツのフリーダムツアー、1999年にブリトニー・スピアーズの『ベイビー・ワン・モア・タイム』ツアー、同じく1999年のローリング・ストーンズの『ノー・セキュリティ』ツアーでそれぞれスポンサーを務めた。
2000年以降も、デヴィッド・ボウイやビヨンセを広告キャンペーンに起用するなどの形で音楽産業との結びつきを保っている。音楽との結びつきはトミーヒルフィガーにある種のカルト的な立ち位置を築かせ、それは他のブランドと一線を画する大きな差別化要素となった。

### F1における広告展開
トミーヒルフィガーは創業期からスポーツへのスポンサー活動をしており、中でも全世界を転戦して開催される自動車レースのフォーミュラ1（F1）におけるスポンサー活動は代表的なもののひとつである。この活動において、トミーヒルフィガーはロータス、フェラーリ、メルセデス・ベンツという、名だたる自動車メーカーが運営するF1チーム（ワークスチーム）のスポンサーとなっている。
1991年から1994年にかけてイギリスのチーム・ロータスを後援したのがF1でスポンサーを務めた最初の例である。
1998年から2001年にかけてはスクーデリア・フェラーリのスポンサーになるとともに、トミーヒルフィガーはフェラーリのチームウェア全般のデザインと供給を手がけた。フェラーリが衣料品メーカーを公式なスポンサーとして受け入れたのはこの時が初めてだった。
その後はしばらくF1から遠ざかっていたが、2018年2月に当時のチャンピオンチームであるメルセデスAMG・F1チームと複数年のパートナーシップ契約を結び、2024年まで7年間に渡って同チームの公式アパレルパートナーを務めた。
メルセデスチームのドライバーであり、歴代最多のF1チャンピオン獲得数を誇るルイス・ハミルトンは、2018年3月からトミーヒルフィガーのメンズグローバルアンバサダーを務めている。

### ブランドアンバサダー
グローバルブランドアンバサダーとして、ジジ・ハディッド（2015年就任）、ヘイリー・ボールドウィン（2018年）、ウィニー・ハーロウ（2018年）、ゼンデイヤ（2018年）を起用している。スポーツ選手としては上記のハミルトンのほか、テニス選手のラファエル・ナダルをグローバルブランドアンバサダーに起用していたこともある。

## 直営店

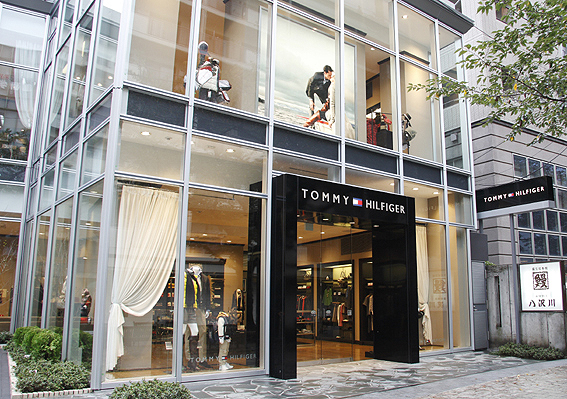
自由が丘店（日本・東京都）

2021年現在、トミーヒルフィガーは世界90カ国に1,400店を展開している。中でも下記の6店舗は同社の旗艦店（グローバルフラッグシップストア）に位置付けられている。
- パリ店（2010年11月開設）
- ロンドン・ブロンプトン・ロード店（2011年8月開設）
- 東京・表参道店（2012年4月開設）
- ロンドン・リージェント・ストリート店（2012年11月開設）
- ロサンゼルス・ロバートソン・ブールバード店（2013年2月開設）
- デュッセルドルフ・シャドー通り店（2013年8月開設）

ほか、各国の主要な大都市にアンカーストアが置かれている。

## 労働環境に関する論議
アパレル産業に属する他のメーカーと同じく、トミーヒルフィガーは製造を東南アジア等の地域で行っており、労働争議などで槍玉にあがることがある。
- 1990年代後半、トミーヒルフィガーをはじめとするアメリカ合衆国の高級衣料品メーカー数社は、同国のサイパン島において外国人を不当な条件で働かせていたとして、集団訴訟を提起された[W 34]。この訴訟は2000年3月に和解に至った[W 35]。和解に際してトミーヒルフィガーは声明を出し、同島での生産体制について、以降は第三者による定期的な検査を受けることを約束した[W 35]。
- 2011年にバングラデシュの衣料品工場で29人が死亡する火災が発生し、同工場の顧客にトミーヒルフィガーが含まれていることが2012年に報じられた[W 36]。親会社であるPVH社は同国での生産体制を放棄しないことを声明するとともに、工場施設の安全を高めるため100万ドルを投じることを発表した[W 36]。

## ブランドロゴの由来
トミーヒルフィガーのロゴマークは船舶間の通信で用いられる国際信号旗を基にデザインされている。これは創業者のトミー・ヒルフィガーが海を愛していたためである。
赤、白、青の3色はアメリカ合衆国の国旗で使用されている色でもあり、アメリカを愛する気持ちも込められているとされる。

## 受賞
- 1997年 フィフィ賞（英語版） – Men's Fragrance of the Year - Prestige ※「Tommy」が受賞
- 2000年 フィフィ賞 – Best Marketing Innovation of the Year
- 2005年 フィフィ賞 – Best National Advertising Campaign　※「True Star」が受賞